# Rhomboptila brantsiata
Rhomboptila brantsiata là một loài bướm đêm trong họ Geometridae.